# Ad Boelaars
Ad Boelaars (Amsterdam, 30 juni 1953) is een voormalig Nederlands hockeyer.
Boelaars speelde in totaal 8 interlands (1 doelpunt) voor de Nederlandse hockeyploeg. Hij debuteerde op 4 maart 1975 tegen Nieuw-Zeeland (1-2) tijdens het Wereldkampioenschap hockey in Kuala Lumpur in 1975. In clubverband speelde Boelaars bij HC Bloemendaal (1970-1975, 1977-1986) en HC Klein Zwitserland (1976).
Met Bloemendaal werd hij landskampioen in 1986.